# 罗昂宫 (斯特拉斯堡)

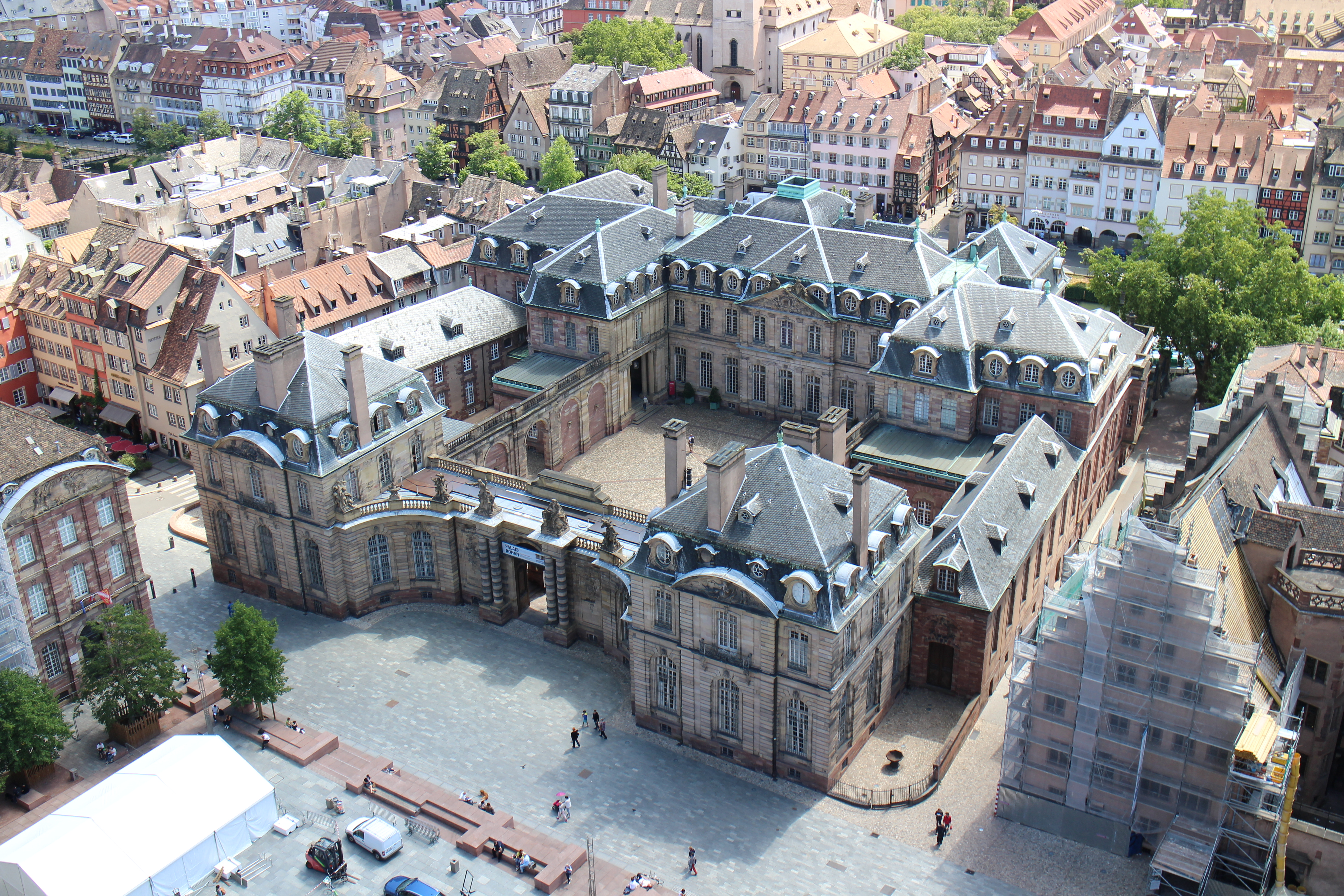
从斯特拉斯堡主教座堂俯瞰罗昂宫

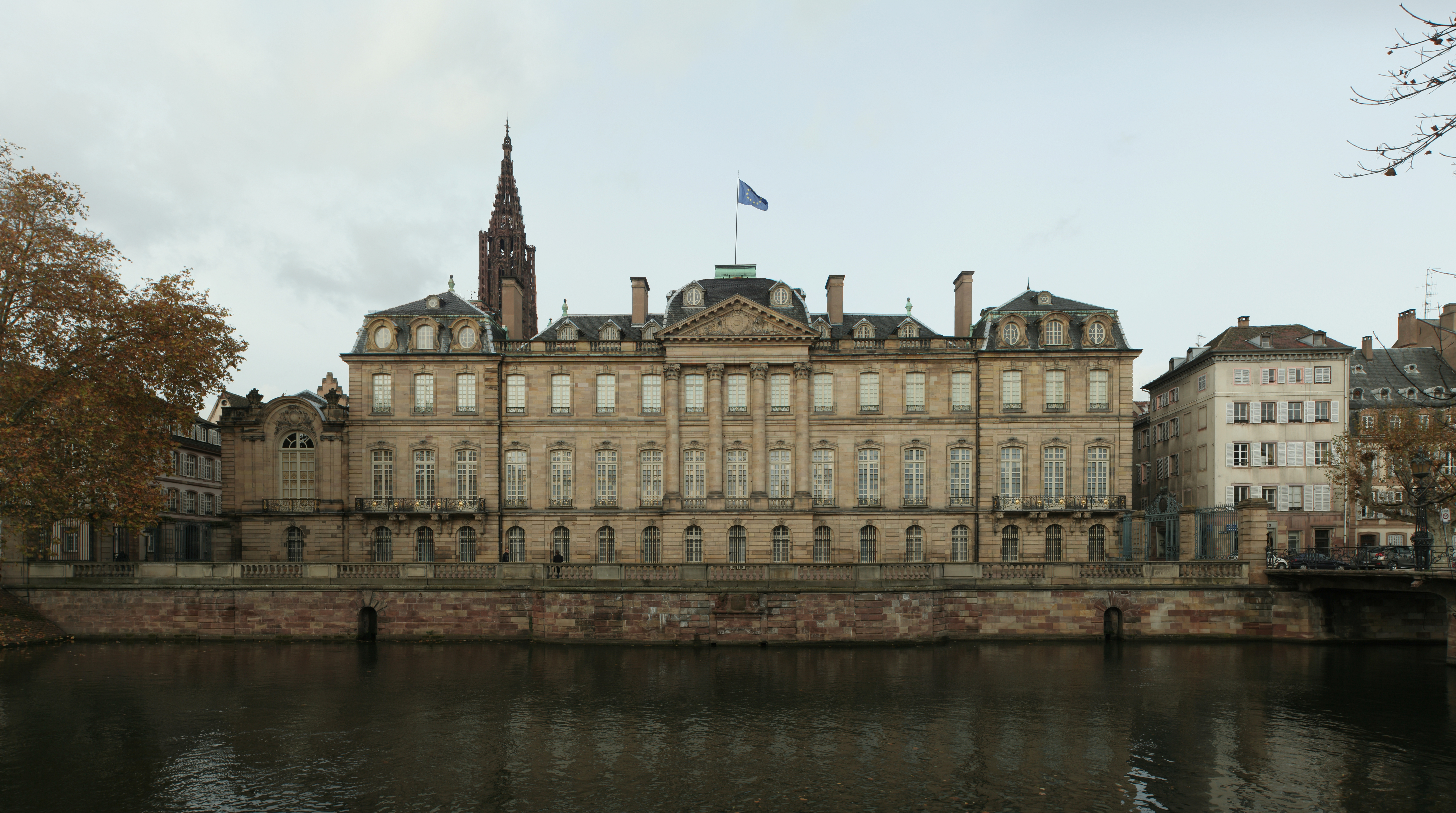
临伊尔河的立面

罗昂宫（Palais Rohan）是法国斯特拉斯堡的一座著名的巴洛克建筑，自19世纪末起，设有三座重要的博物馆：考古博物馆 （Musée archéologique，地下）、装饰艺术博物馆（Musée des Arts décoratifs,底楼）和美术博物馆 (Musée des Beaux-arts,二楼及三楼）。罗伯特海茨美术馆（Galerie Robert Heitz）也设在该建筑的侧翼。 

## 历史
这座宫殿为斯特拉斯堡主教罗昂枢机委托建筑师Joseph Massol于1731年到1742年修建在主教府的旧址上。1744年，路易十五曾住在此宫殿，1770年玛丽·安托瓦内特也曾在此居住。在1805年、1806年和1809年，拿破仑一世住在这里，改动了一些房间，以适应他和他妻子约瑟芬的口味。1810年，拿破仑的第二任妻子玛丽·路易莎在此度过她在法国领土上的第一个夜晚。另一位王室客人是1828年的查理十世。从1872年到1898年，这座宫殿成为斯特拉斯堡大学的主楼，直到新建校舍为止。该市的艺术收藏品在普法战争期间彻底被毁（此前收藏在克勒贝尔广场的黎明宫（Aubette），在1870年8月24日普鲁士炮击后烧毁）。1898年和艺术收藏品重建过程中，宫殿成为斯特拉斯堡皇家博物馆所在地。1944年8月11日，这座建筑被英国和美国的炸弹破坏。1990年代完成重建。 
1920年，法国文化部将其列为法国历史古迹。